# Gjallarhorn

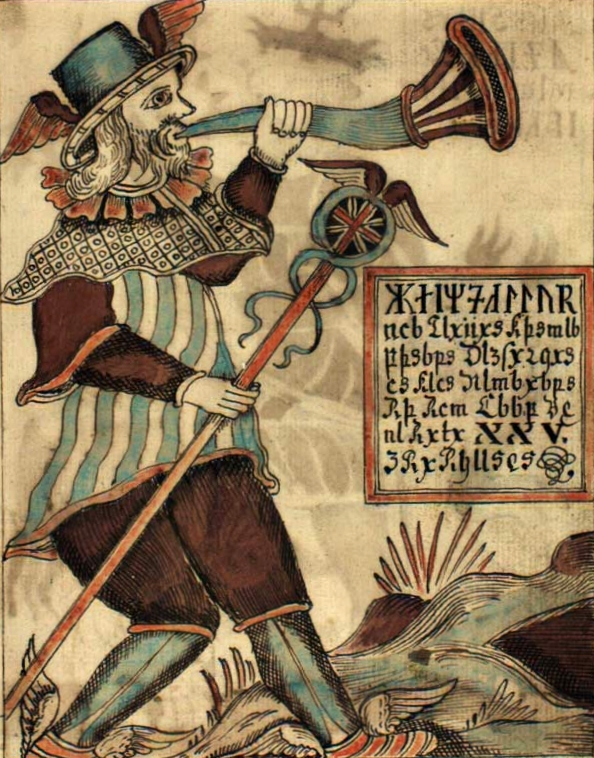
Heimdal soplando el Gjallarhorn. Ilustración del.

En la mitología escandinava, el Giallarhorn  o Gjallarhorn es el cuerno con el que Heimdal, guardián de Asgard, anunciará el Ragnarök. El nombre del cuerno está relacionado con la palabra gala que significa "cantar a golpe de gritos".
Como aparece en el Völuspá :
| Leika Míms synir, en mjötuðr kyndisk, at inu gamla Gjallarhorni; hátt blæss Heimdallr, horn er á lopti; mælir Óðinn við Míms höfuð. | 46. Rápido se mueven los hijos de Mímir, y el destino se puede escuchar en la nota de Gjallarhorn; Heimdall sopla fuerte, el cuerno está en lo alto, [...] A la cabeza de Mim Odin presta atención. |

En la Edda menor Gylfaginning, Gjallarhorn también se utiliza para identificar un cuerno para beber usado por el dios Mímir. También se menciona Gjallarhorn como el cuerno del río Gjöll".

## Cultura popular
Gjallarhorn también es un grupo musical de folk metal finlandés.
En la serie de Anime Mobile Suit Gundam: Iron-Blooded Orphans Gjallarhorn es el nombre del ejército enemigo con el que se enfrentaran Tekkadan durante toda la serie.
En el videojuego Destiny Gjallarhorn es el nombre de uno de los lanzacohetes 
excepcionales del juego.
En el juego de la saga «GOD OF WAR», God of War: Ragnarök, este es usado por Kratos al iniciarse el Ragnarök.